# مذبحة الإيطاليين في إيغ مورت
كانت مذبحة الإيطاليين في إيغ مورت سلسلة من الأحداث وقعت في 16 و17 أغسطس عام 1893 في بلدة إيغ مورت في فرنسا، ونتج عنها وفاة العمال المهاجرين الإيطاليين الذين يعملون في شركة ملّاحات ميدي، على يد القرويين والعمال الفرنسيين. تتراوح التقديرات من الرقم الرسمي لثماني وفيات ولغاية 150، وفقًا للصحافة الإيطالية آنذاك. كان القتلى ضحايا لعمليات إعدام غير قانونية وضرب بالهراوات وعمليات إغراق وإطلاق أعيرة نارية بالإضافة إلى العديد من الإصابات.
لم تكن المذبحة الهجوم الأول للعمال الفرنسيين على العمال المهاجرين الإيطاليين الضعفاء الذين كانوا مستعدين للعمل برواتب منخفضة. حين وصلت الأخبار إلى إيطاليا اندلعت أعمال الشعب المعادية للفرنسيين في البلاد. كان ذلك الحدث أيضًا واحدًا من أكبر الفضائح القانونية في ذلك العصر، إذ لم تُقدم أي إدانات.

## وصف الأحداث
في صيف عام 1893، بدأت شركة ملّاحات ميدي باستقدام عمال لحصاد الملح البحري من برك التبخير (الملّاحات). مع ازدياد البطالة بسبب الأزمة الاقتصادية في أوروبا، جذبت إمكانية إيجاد عمالة موسمية طلبات أكثر من المعتاد. قُسّموا إلى ثلاثة أصناف: الأرديشيين (فلاحين - ليس بالضرورة من إقليم الأرديش - تركوا أرضهم موسميًا)؛ بييمونتيين (إيطاليون قادمون من جميع أنحاء شمال إيطاليا واستُقدموا على الفور من قِبل قادة الفريق)؛ وتريمارديين (يتكونون بشكل جزئي من المشردين).
بسبب سياسات توظيف الشركة، كان قادة الفريق مقيدين بتشكيل  فرق تتألف من إيطاليين وفرنسيين. في صباح يوم 16 أغسطس، تصاعدت مشاجرة بين الجماعتين بشكل سريع وتحولت إلى معركة شرف.
رغم تدخل قاضي الصلح والدرك الوطني، تدهور الوضع بشكل متسارع. وصل بعض التريمارديين إلى إيغ مورت وقالوا أن الإيطاليين قتلوا بعض سكان إيغ مورت المحليين، ما أدى إلى زيادة أعدادهم من السكان المحلين والعمال الذين كانوا غير قادرين على تأمين فرص عمل. هوجمت بعدها مجموعة من الإيطاليين وكان عليهم الالتجاء في مخبزٍ، أراد مثيرو الشغب إضرام النار فيه. استدعى المحافظ القوات نحو الساعة الرابعة صباحًا؛ لم يصلوا إلى موقع الحدث حتى الساعة السادسة مساءً، بعد الحادثة.
تأزم الوضع في الصباح. ذهب مثيرو الشغب إلى ملّاحات بيكاي حيث كان هناك العدد الأكبر من الإيطاليين. كان نقيب الدرك كابلي يحاول حمايتهم، ويعد مثيري الشغب بأنه سيُخرج الإيطاليين حالما تجري مرافقتهم إلى محطة القطار في إيغ مورت. وخلال الرحلة هوجم الإيطاليون من قِبل مثيري الشغب وذُبحوا من قِبل حشدٍ لم يتكمن الدرك من احتواءه.
وفقًا للسلطات الفرنسية، كان هناك رسميًا ثماني وفيات. عُرفت هويات سبعة منهم: كارلو تاسو من ألساندريا وفيتوريو كافارو من بينيرولو وبارتولوميو كالوري من تورينو وغيسيب ميرلو من تشينتالو ولورينزو رونالدو من ألتاري وباولو زانيتي من نيسي وجيوفاني بونيتو. كان هنالك جثة لإيطالي تاسع، سيكوندو تورشيو، لم تُسترجع أبدًا. بعد الأحداث، كان هنالك 17 إيطالي مصاب بشدة ولا يمكن إجلائه عن طريق القطار – توفي أحدهم بسبب الكزاز بعدها بشهر.